# Raakh
Raakh (Proch) to indyjski dramat kryminalny z 1989 roku. W roli głównej Aamir Khan, w drugoplanowej nagrodzony Silver Lotus Award Pankaj Kapoor i jego żona Supriya Pathak. Reżyserem filmu jest przedstawiciel kina niezależnego, wnuk Bimal Roya, Aditya Bhattacharya. To historia bezsilności wobec przemocy. Bohater nie może pogodzić się z tym, że nie obronił swojej dziewczyny przed gwałtem, że krzywda nie zostaje ukarana. Film opowiada też o smutku zemsty, o tym, jak zmienia nas krzywda, jak zmienia nas zabijanie.

## Fabuła
21-letni Aamir Hussein (Aamir Khan) opowiada, jak doszło do tego, że właśnie aresztowano go za morderstwo.
Jakiś czas wcześniej Aamir ze smutkiem popatruje na swoją byłą dziewczynę Neetę (Supriya Pathak), bawiącą się z kimś innym. Nagle z głównego bohatera jej życia stał się kimś na uboczu, tylko widzem. Jednak gdy zostaje ona znieważona obleśną zaczepką, wkracza znów w jej życie. Rzuca się na zaczepiającego ją mężczyznę. Ten nie zamierza darować mu publicznej obrazy. Wraz z kumplami zatrzymuje samochód, którym Aamir z Neetą wracają nad ranem do domu. Na oczach pobitego, krzyczącego z bezsilności Aamira dziewczyna zostaje zgwałcona. Zrozpaczony Aamir nie może sobie znaleźć miejsca. Dobija go poczucie winy, obezwładnia niemożność ukarania gwałcicieli, bezradność prawa wobec nich, obojętność policji. Nie może zrozumieć "dlaczego zawsze zadaje ból ludziom, którzy chcą być częścią jego życia". Czemu przyczynił się do krzywdy Neety? Niezrozumiany w swojej rozpaczy opuszcza dom. Błąka się po mieście, pozwala się sobą zaopiekować małemu ulicznikowi, zamieszkuje z nim w ruinach planując zemstę, próbując zdobyć broń. Aresztowany z rozpaczą wyrzuca żal policjantowi P.K.(Pankaj Kapoor), "wyrzyguje" swoją nienawiść do policji, która staje po stronie przemocy, nie chroni od krzywdy, nie dochodzi sprawiedliwości. Wstrząsa sumieniem P.K, który ośmielony alkoholem podczas wspólnej popijawy policji i przestępców atakuje gwałciciela Neety. Jego wybuch zostaje ukarany. Zwolniony z policji czuje się nikim. Zapija żal i nienawiść. Pewnego dnia jednak odszukuje Aamira, by razem z nim wziąć sprawiedliwość w swoje ręce. Zaczyna Aamira uczyć zabijania.

## Obsada
- Aamir Khan	... 	Amir Hussein
- Supriya Pathak	... 	Nita
- Pankaj Kapoor	... 	inspektor P.K
- Jagdeep	... 	Ustad
- Naina Balsaver	... 	Naina
- Madhukar Toradmal	... 	Karmali Seth

## Muzyka i piosenki
Muzykę do filmu skomponował Ranjit Barot, autor muzyki do Holiday, Sekcja dziesiąta, Rishtey, Om Jai Jagadish, Oh Darling Yeh Hai India i Raakh. Nagrodzony za Fiza, Jestem przy tobie i Aks.